# Гросдершау
Гросдершау (нем. Großderschau) — община в Германии, в земле Бранденбург.
Входит в состав района Хафельланд. Подчиняется управлению Ринов.  Население составляет 492 человека (на 31 декабря 2010 года). Занимает площадь 20,00 км².
Коммуна подразделяется на 4 сельских округа.
| Год  | Население |
| ---- | --------- |
| 2005 | 551       |
| 2010 | 515       |